# Helmuth Gericke
Paul Fritz Helmuth Gericke (Aachen, 7 de maio de 1909 — Freiburg im Breisgau, 15 de agosto de 2007) foi um matemático e historiador da matemática alemão.

## Obras
- About the Volta effect, Coburg 1932
- 9 Special imprints from 1935 to 1953 (Contents: About the biggest ball in a convex set of points, 1935 - The work of P. Ganapathi: A Note on the Oval, 1935 - Some characteristic properties of the circle, 1935 - More than a convergence criterion, 1937 - More than one inequality for mixed volumes, 1937 - Sustainable areas of complex Fourier representation, 1940 - Algebraic observations on the Aristotelian syllogisms , 1952 - Some basic ideas of modern algebra, 1952 - The concept of the algebraic structure, 1953)
- The History of Mathematics at the University of Freiburg , with E. Albert, 1955
- Theory of organizations , Mannheim 1963
- The terms of physical development among the Greeks , Gottingen 1965
- History of the number concept , Mannheim 1970
- 50 years GAMM ( Society for Applied Mathematics and Mechanics ) as editors, Munich 1972
- From the chronicle of the German Mathematical Society , Stuttgart, 1980
- Mathematics in Ancient and Oriental , Berlin, 1984
- Mathematics in the West. Of the Roman surveyors to Descartes , Berlin 1990
- Mathematics in Ancient, Oriental and the Occident , Wiesbaden 2003 (reimpress. dos volumes de 1984 e 1990)